# MGMT
MGMT (prononcé [ɛmdʒiɛmti]), est un groupe de rock alternatif américain, originaire de Middletown, formé par Andrew VanWyngarden et Ben Goldwasser en 2002.

## Biographie

### Débuts (2002–2005)
Ben Goldwasser et Andrew VanWyngarden créent le groupe en décembre 2002 alors qu'ils étudient tous les deux à l'Université Wesleyenne, dans le Connecticut. Leur musique est alors orientée rock psychédélique et électronique. En 2005, après l'obtention de leur diplôme, ils partent en tournée pour promouvoir leur premier maxi Time to Pretend, jouant en première partie d'Of Montreal. La formation se nomme alors The Management, mais un autre groupe portant déjà ce nom, il se transformera vite en MGMT. La rumeur selon laquelle la signification du titre serait Make Great Music Today n’est qu’un canular ; démentie par le groupe lors de nombreuses interviews.
Avec trois EP à leur actif (dont Climbing to New Lows qui deviendra plus tard un album à part entière), les deux américains cherchent un label pour produire leur musique et finalement, à l'automne 2006, MGMT s'engage avec Sony/Columbia Records pour la production de quatre albums.

### Oracular Spectacular(2006–2009)

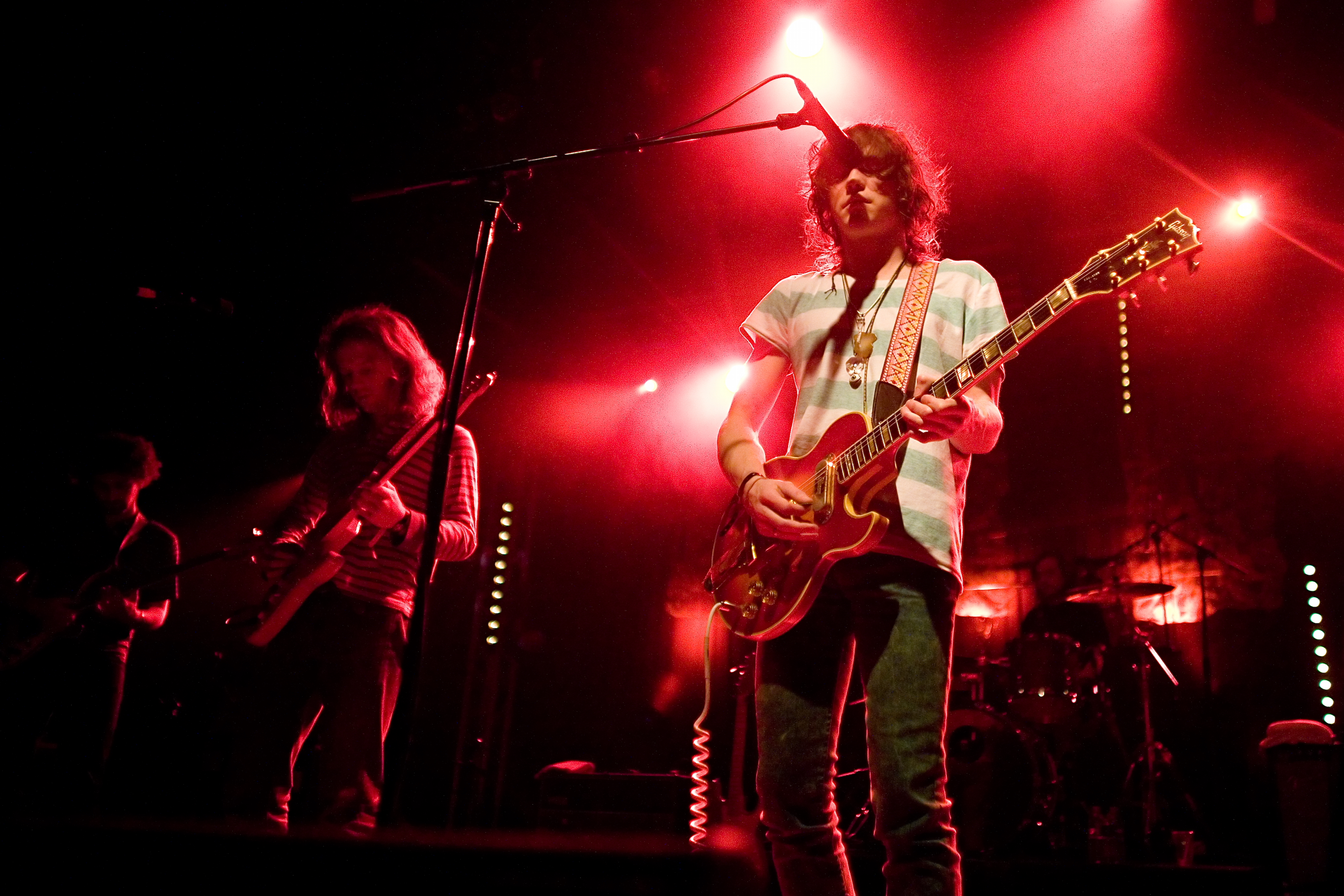
MGMT au festival La Route du Rock en 2008.

En automne 2006, le groupe signe chez Columbia Records,.
Entre mars et avril 2007, le groupe enregistre son premier album Oracular Spectacular produit par Dave Fridmann (The Flaming Lips, Mercury Rev). Sorti le 2 octobre 2007, il se classe au 12e rang des meilleures ventes au Royaume-Uni dès la première semaine. Pour sa tournée, le groupe s'étoffe avec l'arrivée de trois nouveaux membres : James Richardson (batteur), Matthew Asti (bassiste) et Hank Sullivant (guitariste). Leurs premiers concerts en Europe se tiennent à Londres, en première partie de groupes comme The Courteeners. Le 5 octobre 2007, le site internet Spin désigne MGMT Artiste du Jour. Le 14 novembre 2007, le site du magazine américain Rolling Stone les classe dans son « Top 10 des groupes à surveiller en 2008 ». Puis c'est au tour de La BBC de les distinguer dans son Top 10 des sons 2008 (BBC's Sound of 2008 top 10). Le groupe accède petit à petit à une certaine notoriété.
En mars 2008, Hank Sullivant quitte définitivement MGMT. Des changements s'opèrent alors au sein du groupe : Richardson devient le guitariste solo, et le remplaçant de Sullivant, Will Berman, s'installe à la batterie. Les premières dates françaises, aux Eurockéennes de Belfort, à la Maroquinerie, à la Route du Rock et par la suite au Bataclan en mai 2008 puis au Zénith en juillet 2008 en tant qu'invités du groupe Kings of Leon, suscitent une couverture médiatique soutenue. Une tournée française a lieu en novembre avec un passage à l'Olympia, au Ninkasi de Lyon ainsi qu'à l'Aéronef de Lille. Parallèlement à leur tournée, une longue chanson, Metanoia, est enregistrée et diffusée sur toutes les plateformes de téléchargement à partir d'août 2008.

### Congratulations(2009–2011)

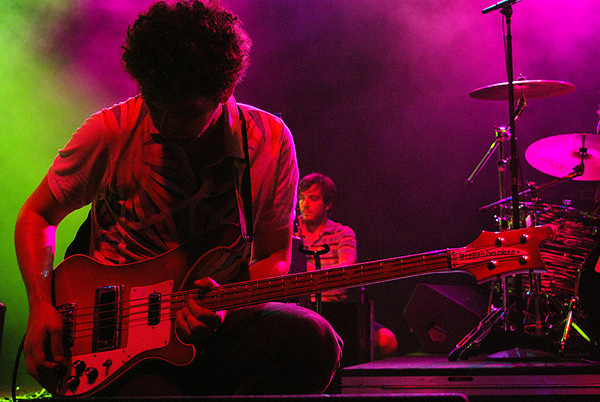
Matt Asti avec sa Rickenbacker 4003.

Sorti le 12 avril 2010, le second opus est intitulé Congratulations. Le son nouveau offert par cet album reçoit un accueil plutôt positif, et un premier single, Flash Delirium en est extrait, d'abord distribué gratuitement via leur site internet. Une seconde tournée internationale s'annonce du 14 août au 18 décembre et compte plus de 46 concerts à travers le monde. Pour promouvoir leur album, le groupe apparaît notamment dans l'émission Late Show with David Letterman, regardée par un large public aux États-Unis. Le 31 octobre 2010 (jour d'Halloween), le groupe décide de s'habiller comme les membres du gang de Scooby-Doo, montrant ainsi un caractère plutôt loufoque.
En France, le single Kids est utilisé par l'UMP, sans l'accord préalable des artistes, lors du conseil national du 24 janvier 2009 pour marquer les temps forts de la journée. Le groupe a refusé l'offre d'un euro symbolique comme compensation du dommage, car il considère le faible montant insultant. Par la suite l'UMP a négocié un accord à l'amiable avec l'avocat du groupe, sous forme de 2 500 € de frais de justice et de 30 000 € de droits d'auteur. Les droits sont reversés à une association de défense des droits d'auteur.

### MGMT(2011–2014)
Dans une interview de janvier 2012, MGMT confirme la venue d'un futur album éponyme sur lequel le groupe a commencé à travailler. À cette époque, cinq titres sont déjà écrits. MGMT commence à jouer ses nouveaux morceaux en live à partir de mars 2012, à l'instar de Alien Days durant ses prestations en Amérique du Sud.
Ce nouvel opus est enregistré en grande partie aux Tarbox Road Studios, sous la coupe de Dave Frudmann. Cependant, MGMT indique prendre part de façon significative au mixage final des titres produits. Le 20 avril 2013, le groupe publie un premier single de ce nouvel album, Alien Days, avant de repartir pour une tournée estivale. Le groupe joue le 3 août 2012 à Montréal, au Québec, Canada, à l'Osheaga, et le 5 août 2012 à Bethlehem, Pennsylvanie, US au Musikfest. En janvier 2013, les magazines NME et Rolling Stone publient une interview dans laquelle le groupe annonce une date de sortie pour 2013. L'album sort finalement le 17 septembre 2013.

### Little Dark Age(2015-2019)
En décembre 2015, Le groupe tweet qu'il sera de retour en 2016.
Le 8 mai 2017, le groupe dévoile un teaser sur instagram ainsi que le nom du prochain album : Little Dark Age. Le 21 juin 2017, il révèle que le prochain album est fini. Le 17 octobre 2017, le groupe sort Little Dark Age, premier single de cet album. L'album Little Dark Age sort le 8 février 2018.
L'album, marqué plus pop que le précédent, reçoit un accueil plutôt positif des critiques avec une note moyenne de 77/100 sur la base de 24 critiques, Métacritic indiquant « des critiques généralement favorables ». Sur cette plateforme, il est l'album le plus acclamé de MGMT.

### Départ de Columbia Records et création du label indépendant MGMT Records (depuis 2019)
Le 11 décembre 2019, le groupe publie un nouveau single, In the Afternoon, avec un clip vidéo créé par le groupe. Cette sortie est la première du groupe après son départ de Columbia Records et la première sur leur label indépendant, MGMT Records. Le 20 mars 2020, le groupe sort une autre chanson, intitulée As You Move Through the World.

## Membres

### Membres actuels
- Andrew VanWyngarden - chant, guitare, basse, synthétiseur, batterie, auteur-compositeur (depuis 2002)
- Ben Goldwasser - chœurs, synthétiseur, orgue, guitare, percussions, auteur-compositeur (depuis 2002)
- James Richardson - chœurs, guitare, synthétiseur, percussions (depuis 2007)
- Matthew Asti - basse (depuis 2007)
- Will Berman - batterie, percussions, chœurs (depuis 2008)

Initialement musiciens en concerts, James Richardson, Matthew Asti et Will Berman sont crédités sur l'album Congratulations.

### Musicien additionnel
- Hank Sullivant - guitare, chœurs (live, 2007)

## Discographie

### Singles
- 2008 : Time to Pretend
- 2008 : Electric Feel
- 2008 : Kids
- 2008 : Metanoia
- 2010 : Flash Delirium
- 2010 : Siberian Breaks
- 2010 : It's Working
- 2010 : Congratulations
- 2010 : Pursuit of Happiness (feat Kid Cudi & Ratatat)
- 2012 : All We Ever Wanted Was Everything
- 2013 : Alien Days (Format Cassette Audio)
- 2013 : Your Life Is A Lie
- 2017 : Little Dark Age
- 2017 : When You Die
- 2018 : Hand It Over
- 2018 : Me and Michael
- 2019 : In the afternoon

## Passages télévisés
- 8 janvier 2008 : The Late Show, présentée par David Letterman. Consécutivement à ce passage, dans lequel ils interprètent Time to Pretend, leur single se classe 38e meilleure vente selon le Mediabase US Alternative Chart.
- 22 février 2008 : Later... with Jools Holland, présentée par Jools Holland et diffusée sur la chaine britannique BBC2. Ils y interprètent les chansons Time to Pretend et Pieces of What.
- 26 novembre 2008 : Ils interprètent la chanson Kids et répondent à quelques questions sur le plateau du Grand Journal présenté par Michel Denisot sur la chaine française Canal+.
- 11 mai 2010 : The Late Show, présentée par David Letterman. Il y interprètent Brian Eno et Congratulations, extraits de leur nouvel album.
- 14 mai 2010 : Ils interprètent la chanson Flash Delirium, extrait de leur nouvel album et répondent aux questions de Nagui sur le plateau de Taratata.
- 26 mai 2010 : Ils interprètent le titre It's Working, extrait de leur nouvel album et répondent à quelques questions sur le plateau du Grand Journal présenté par Michel Denisot sur la chaine française Canal+.

## Usage dans les médias

### Jeux vidéo
Les morceaux de MGMT sont utilisés dans les jeux vidéo FIFA 09, FIFA 11, FIFA 23 , NHL2K10, PES 5, Skate 2, Shaun White Snowboarding, Need for Speed: Hot Pursuit et Forza horizon 4 (chanson Kids) et NBA 2K10 (Electric Feel)[réf. nécessaire].

### Cinéma
| Année | Chanson         | Utilisation                                               |
| ----- | --------------- | --------------------------------------------------------- |
| 2008  | Time to Pretend | Las Vegas 21 Sex Drive Un Anglais à New York Saltburn     |
| 2009  | Kids            | Bliss                                                     |
| 2010  | The Youth       | Tout va bien ! The Kids Are All Right The Kings of Summer |

### Télévision
| Année | Chanson         | Utilisation |
| ----- | --------------- | --- |
| 2008  | Time to Pretend | Euro 2008 Saison 2 épisode 10 de la série Skins saison 1 épisode 1 de la série The Magicians Saison 1 épisode 18 de la série Gossip Girl saison 1 épisode 1 de la série 90210 Beverly Hills : Nouvelle Génération |
| 2009  | Kids            | Contrôle parental - saison 1, épisode 12 de la série Fringe |
| 2010  | It's Working    | Grand Journal de Canal+ (récurrent) |
| 2010  | Siberian Breaks | Édition du Grand Journal de Canal+ à Cannes |
| 2011  | Kids            | Publicité Orange Open |

### Reprises
- La chanson Kids a été reprise par le groupe The Mentalists lors d'une performance avec des iPhones remplaçant les instruments de musique[25]. Il a également été utilisé par le groupe Weezer pour un medley avec le morceau Pokerface de Lady Gaga, durant une prestation live. Elle a aussi été reprise par le duo Chiddy Bang sous le titre Opposite Of Adults en 2010 et par le groupe de pop rock anglais The Kooks[25].
- La chanson Kids a aussi été reprise en version acoustique par Nana Bryndis et Brynjar du groupe alternatif Islandais Of Monsters and Men[26].
- La chanson Time to Pretend a été reprise par Jónsi[27].
- La chanson Electric Feel a été remixée par le groupe Justice. Elle a aussi été reprise par Katy Perry[28].
- La chanson Kids a été reprise dans une version électro par les DJs de Global Deejays.
- La chanson Kids a été reprise et adaptée en 2014 par la fanfare médecine rémoise Les Boules de Feu dans leur premier clip Fireball en champagne
- La chanson Kids a également été reprise et adaptée depuis 2024 par le groupe mouscronno-dottigniens Les Tritons Futés